# Ameronothrus lineatus
Ameronothrus lineatus är en kvalsterart som först beskrevs av Tord Tamerlan Teodor Thorell 1871.  Ameronothrus lineatus ingår i släktet Ameronothrus och familjen Ameronothridae. Inga underarter finns listade i Catalogue of Life.